# Campionatul Mondial de Scrimă din 1981
Campionatul Mondial de Scrimă din 1981 s-a desfășurat iulie la Clermont-Ferrand în Franța.

## Rezultate

### Masculin
| Probă                 | Aur                                                                              | Argint                                                                              | Bronz                                                                    |
| Spadă la individual   | Zoltán Székely (HUN)                                                             | Aleksandr Mojaev (URS)                                                              | Elmar Borrmann (FRG)                                                     |
| Spadă pe echipe       | Uniunea Sovietică Așot Karagian Aleksandr Mojaev Leonid Dunaev Valeri Hondogo    | Elveția François Suchanecki Gabriel Nigon Daniel Giger Michel Poffet Patrice Gaille | Ungaria · Ernő Kolczonay · Balázs Dénes · Zoltán Székely · László Pethő  |
| Floretă la individual | Vladimir Smirnov (URS)                                                           | Petru Kuki (ROU)                                                                    | Angelo Scuri (ITA)                                                       |
| Floretă pe echipe     | Uniunea Sovietică Vladimir Smirnov Aleksandr Romankov Iuri Lîkov Sabirjan Ruziev | Italia Angelo Scuri Andrea Borella Mauro Numa Carlo Montano                         | RFG Matthias Behr Harald Hein Frank Beck Matthias Gey                    |
| Sabie la individual   | Dariusz Wodke (POL)                                                              | Imre Gedővári (HUN)                                                                 | Michele Maffei (ITA)                                                     |
| Sabie pe echipe       | Ungaria · György Nébald · Rudolf Nébald · Imre Gedővári · Pál Gerevich           | Uniunea Sovietică Nikolai Aliohin Andrei Alșan Viktor Krovopuskov Mikhail Burțev    | Polonia Leszek Jabłonowski Jacek Bierkowski Tadeusz Piguła Dariusz Wodke |

### Feminin
| Probă                 | Aur                                                                                     | Argint                                                           | Bronz                                                                                |
| Floretă la individual | Cornelia Hanisch (FRG)                                                                  | Luan Jujie (CHN)                                                 | Dorina Vaccaroni (ITA)                                                               |
| Floretă pe echipe     | Uniunea Sovietică Larisa Ciagaraeva Marina Soboleva Valentina Sidorova Nailia Giliazova | Italia Cornelia Hanisch Ute Wessel Ingrid Losert Sabine Bischoff | Ungaria · Ildikó Schwarczenberger · Edit Kovács · Zsuzsanna Szőcs · Gertrúd Stefanek |

## Clasament pe medalii
| Loc | Țară              | Aur | Argint | Bronz | Total |
| --- | ----------------- | --- | ------ | ----- | ----- |
| 1   | Uniunea Sovietică | 4   | 2      | 0     | 6     |
| 2   | Ungaria           | 2   | 1      | 2     | 5     |
| 3   | RFG               | 1   | 1      | 2     | 4     |
| 4   | Polonia           | 1   | 0      | 1     | 2     |
| 5   | Italia            | 0   | 1      | 3     | 4     |
| 6   | China             | 0   | 1      | 0     | 1     |
| 6   | Romania           | 0   | 1      | 0     | 1     |
| 6   | Elveția           | 0   | 1      | 0     | 1     |